# 劳伦斯·洛
劳伦斯·洛（英語：Lawrence Low，1920年8月22日—1996年7月1日），美国男子帆船运动员。他曾代表美国参加1956年夏季奥林匹克运动会帆船比赛，联同赫伯特·威廉斯获得一枚金牌。